# 20 Minutes Till Dawn
 (juillet 2023).
20 Minutes Till Dawn est un jeu vidéo roguelike shoot'em up développé et édité par flanne. D'abord apparu en accès anticipé sur Steam le 8 juin 2022, il sort en 1.0 le 8 juin 2023, après avoir été porté sur Android et iOS par Erabit Studios le 9 septembre 2022.
En vue aérienne, le joueur contrôle un personnage qui se bat contre des vagues continues de monstres, le but étant de survivre à l'assaut jusqu'à l'aube. Après chaque session, le joueur gagne des points permettant débloquer des personnages, des armes et des runes supplémentaires pour ses parties suivantes. Le gameplay de 20 Minutes Till Dawn est inspiré de celui de Vampire Survivors, à la différence principale que le joueur doit tirer et recharger son arme manuellement.

## Gameplay
Avant chaque session, le joueur sélectionne un personnage, une arme et un ensemble de runes. Il choisit ensuite une carte, un mode de jeu, et un niveau de difficulté. Le joueur est confronté à des vagues continues de monstres et doit survivre à l'assaut pendant une durée dépendant du mode de jeu. La vision du joueur est limitée, seuls les yeux des monstres étant visibles jusqu'à ce qu'ils entrent dans le champ de vision du personnage. Les monstres vaincus laissent tomber des gemmes permettant de gagner de l'expérience. Au cours de la partie, les gemmes aident le joueur à monter de niveau, chaque niveau permettant au joueur de choisir une amélioration parmi générées aléatoirement. Après la fin de chaque partie, la durée de survie, les nombres d'ennemis tués et de niveaux gagnés sont convertis en une monnaie qui peut être dépensée dans le menu principal pour débloquer de nouveaux personnages, armes ou runes. Le joueur rencontre également un certain nombre de boss qui, après leur défaite, laissent tomber des coffres au trésor contenant des améliorations spéciales. Le gameplay de 20 Minutes Till Dawn s'inspire de Vampire Survivors, mais se différencie en permettant au joueur de contrôler non seulement les mouvements des personnages, mais également leur visée et leur combat,.
Le jeu propose trois modes de jeu différents : standard (où chaque manche dure 20 minutes), partie rapide (où chaque manche dure 10 minutes) et un mode sans fin sans limite de temps. Pour les deux premiers modes, le joueur peut également choisir la difficulté de la session, appelée darkness. Dans le troisième cas, la difficulté augmente pendant la partie. Chaque augmentation du niveau de darkness réduit l'efficacité du joueur, ou augmente celle des monstres auxquels il fait face, jusqu'à 15 fois. Certaines fonctionnalités et succès ne peuvent être obtenus que si le joueur termine le jeu en difficulté maximale.
20 Minutes Till Dawn se joue en vue aérienne en deux dimensions. Les graphismes du jeu ont un style pixel art et sont rendus dans une palette de couleurs complémentaires.

## Développement
Le jeu a été développé par flanne et commercialisé en accès anticipé en deux mois. Il voulait créer sa propre version de Vampire Survivors mais n'aimait pas le combat automatique, donc en a créé une variante où le joueur a un rôle plus actif.
Le thème et la conception des personnages ont été créés à des fins de marketing : la première carte du jeu est un cimetière peuplé de monstres lovecraftiens, ce qui permet à flanne de publier le jeu sous le tag "horreur" sur le site de jeux indépendants itch.io. Source majeure de trafic lors de la sortie initiale du jeu, cela lui permet de prendre de l'ampleur en tant que roguelike par la suite.
Avant la sortie anticipée du jeu complet, son créateur publie une démo gratuite du jeu appelée 10 minutes till dawn, avec une sélection plus limitée de personnages et d'armes, et des sessions de seulement 10 minutes. Selon flanne, les joueurs ont trouvé cette convention de nommage perturbante. En faisant des recherches démographiques, flanne remarque que la majorité des joueurs actifs sur Steam viennent de Chine, et il adapte la conception de ses personnages pour plaire à ce groupe démographique : les personnages jouables sont rendus dans un style ressemblant à de l'anime, et tous sont des femmes.
En juin 2022, flanne cède les droits d'édition à Erabit Studios pour un portage sur mobile. Alors qu'il apparaissait initialement sur l'App Store avec une date de sortie estimée au 21 décembre 2022, le jeu sort plus tôt, sur Android et iOS, en septembre 2022. Le 8 juin 2023, la version 1.0 du jeu sort sur Steam, marquant la fin de la période d'accès anticipé.

## Réception
20 Minutes Till Dawn est un succès commercial, ayant rapporté plus d'un demi-million de dollars dès sa première semaine d'accès anticipé sur Steam. Le jeu a été comparé à Vampire Survivors en raison de ses similitudes dans le gameplay, les critiques commentant la liste des personnages, la variété des armes et les arbres d'amélioration,.
Jonathan Bolding de PC Gamer note qu'il aime expérimenter différents styles de jeu d'une partie à l'autre. Il estime que les personnages disponibles dans la démo ne se jouent pas très différemment les uns des autres, mais qu'ils peuvent être optimisés assez différemment en fonction de l'arme choisie.
Eric Van Allen de Destructoid souligne le fait que la diversité des builds pourrait devenir un problème en fin de partie, car le joueur commence avec une panoplie d'options variées, mais toutes les évolutions se confondent dans des fin de partie similaires, conduisant à "des builds assez identiques au fil du temps pour une majorité des armes à feu". Il a également commenté le style visuel du jeu, en disant qu'il "creuse absolument" le look presque monochromatique, mais que cela pourrait causer des problèmes de lisibilité pour les gens.
Alice O'Connor de Rock, Paper, Shotgun a également aimé l'apparence du jeu et a passé "du bon temps" à expérimenter différents builds.
Ana Valens de The Mary Sue le considère comme son jeu préféré de 2022, en particulier pour le design des personnages, qu'elle a qualifiée de "charmant".